# 迪赫佳里 (切尔尼戈夫州)
50°34′23″N 32°45′55″E / 50.57306°N 32.76528°E
迪赫佳里（羅馬化：Dihtiari）是位於烏克蘭北部切爾尼希夫州普里盧基區斯里布內市鎮的村莊，始建於1666年，面積1.51平方公里，2011年人口1,242，該城鎮人口密度每平方公里822.52人。